# Raiffeisenbank Denzlingen-Sexau
Die Raiffeisenbank Denzlingen-Sexau eG ist eine Genossenschaftsbank mit Sitz in der baden-württembergischen Gemeinde Denzlingen im Landkreis Emmendingen.

## Geschichte
Die heutige Raiffeisenbank Denzlingen-Sexau eG wurde am 16. Februar 1880 in Denzlingen gegründet und entstand im Jahr 2006 durch die Fusion der Raiffeisenbank Denzlingen eG mit dem Sitz in Denzlingen mit der Raiffeisenbank Sexau eG mit dem Sitz in Sexau.

## Rechtsverhältnisse
Die Raiffeisenbank Denzlingen-Sexau eG ist im Genossenschaftsregister beim Amtsgericht Freiburg unter GnR 260023 eingetragen.

## Organisationsstruktur
Rechtsgrundlagen sind das Genossenschaftsgesetz und die durch die Generalversammlung beschlossene Satzung. Organe der Bank sind der Vorstand, der Aufsichtsrat und die Generalversammlung.

## Sicherungseinrichtung
Die Raiffeisenbank Denzlingen-Sexau eG ist der amtlich anerkannten Sicherungseinrichtung des Bundesverbandes der Deutschen Volksbanken und Raiffeisenbanken GmbH und der zusätzlichen freiwilligen Sicherungseinrichtung des Bundesverbandes der Deutschen Volksbanken und Raiffeisenbanken e.V. angeschlossen.

## Geschäftsausrichtung
Die Raiffeisenbank Denzlingen-Sexau eG betreibt das Universalbankgeschäft. Im Verbundgeschäft arbeitet sie mit der DZ Bank, R+V Versicherung, Bausparkasse Schwäbisch Hall, Teambank, VR Leasing, DZ Hyp und der Union Investment zusammen.

## Geschäftsgebiet
Das Geschäftsgebiet liegt im Süden des Landkreises Emmendingen.
An diesen Orten betreibt die Bank Filialen:
- Denzlingen (Hauptstelle, jur. Sitz)
- Sexau (Geschäftsstelle)